# Hedeskoga
Hedeskoga est une agglomération située dans la commune d'Ystad en Scanie dans le Sud de la Suède. L'agglomération compte 282 habitants (2010).
À Hedeskoga, il y a une église construite durant les années 1100 et une école du cours élémentaire de l'école de base fondée à 1905.